# کنیچی تانیمورا
کنیچی تانیمورا (ژاپنی: 谷村 憲一؛ زادهٔ ۲۶ ژانویهٔ ۱۹۹۵) یک بازیکن فوتبال اهل ژاپن است.
از باشگاه‌هایی که در آن بازی کرده‌است می‌توان به باشگاه فوتبال مونتدیو یاماگاتا، باشگاه فوتبال گاینار توتوری و باشگاه فوتبال ایواته گرولا موریوکا اشاره کرد.